# Espejo (Internet)
En internet, un espejo (calco del inglés mirror) es un sitio web que contiene una réplica exacta de otro. Estas réplicas o espejos se suelen crear para facilitar las descargas grandes y permitir el acceso a la información, aun cuando haya fallos en el servicio del servidor principal.
Los espejos suelen sincronizarse periódicamente con el servidor principal para mantener la integridad de la información. También existen los servidores espejo, que son copias exactas de un servidor ya alojado en internet.
Es un concepto muy utilizado en foros cibernéticos donde los usuarios de estos comparten archivos entre sí, ya que en ocasiones algunos de estos no pueden ser descargados adecuadamente, por lo que se informa sobre un espejo (página) para obtenerlo.
En el caso de las redes, «espejo» (o mirror) también hace referencia al modo en el que trabaja un switch, al hacer réplica de todos los paquetes que este conmuta direccionados a un solo puerto a través del cual, con un analizador de tráfico, se puede observar todo el tráfico de la red.